# مغطوطة

المغطوطة

المغطوطة هي أكلة سورية مكونة من الحليب والخبز و(السكر أو العسل). بدأها اهل مدينة حمص، واشتهروا بها ومن ثم كغيرها من الأطباق يتم نسخها والادعاء انها اشتهرت في أماكن أخرى مثل مدينة حماه. فحقيقتها انها من مدينة حمص انتقلت الى محافظات سورية أخرى مثل حماه.  
وبعد انتقالها الى محافظات سورية، بقيت المغطوطة المميزة في حمص لمن أراد أن يتذوقها على أصولها.
أشهر بائعي المغطوطة عبر الزمن هم عائلة الجلبجي في حمص، ولديهم مكانهم في منطقة الحميدية في حمص والذي ما زالوا يقدمون فيه هذا الطبق الشهي.

## طريقة الصنع
يوضع كيلو من الحليب الطازج بدون غلي داخل صينية عريضة وتترك لمدة ثمان ساعات تقريباً في مكان معتدل الحرارة فتتشكل طبقة من الدسم على وجه الحليب ثم يوضع رغيف من خبز التنور الساخن فوق الحليب فتلتصق طبقة الدسم بالخبز ثم يرفع ويوضع بصحن ويصب فوقه العسل أو السكر ويقطع .

أصل الأكلة حمصية ويصنع من قشطة الحليب الغير مغلي المسطح في وعاء اجوف. 